# Sonia Lázaro
Sonia Lázaro Sebastián (25 de octubre de 1998, Madrid, España) es una actriz y modelo española conocida por sus papeles como Matilde en la serie de Televisión Española, Águila Roja y como Laura en la miniserie de Disney Channel, Minnie and You. En 2014, se incorporó al reparto de la serie de suspense de Cuatro, Rabia.  

## Primeros años
Descubierta por una agente a la edad de tres años, dio sus primeros pasos en el mundo de la interpretación en anuncios populares como el de la Lotería Nacional de España y en la serie de televisión Hospital Central de la cadena Telecinco. 

## Biografía
Sonia Lázaro nació en Madrid, donde realizó sus estudios. Habla español, inglés, italiano y francés. Ha trabajado para diversas firmas de moda como Neck&Neck, El Corte Inglés, Félix Ramiro, Desigual y Cortefiel.  
Tras conseguir el premio a la mejor actriz principal infantil en el festival de cine de Villena con el film Intrusos en Manasés,  bajo la dirección de Juan Carlos Claver , su trayectoria artística se inclina al mundo de la interpretación. 
Se formó en la Central del cine obteniendo la diplomatura en interpretación para cine y televisión, obteniendo dicha graduación con la edad de 16 años. En el año 2014 participó en el concurso Reina de la Mancha, quedando como primera dama de honor, elegida por un jurado formado por más de 40 personas.

## Filmografía
1. Hospital Central: No me acuerdo de olvidarte (2006) Personaje: Rebeca
2. Yo soy Bea: Paula, decepcionada (2007)
3. MIR: Al final todo cambia (2007) Personaje: Esperanza
4. The Haunting (2008)
5. Cuenta atrás (serie): Cafetería El Alto, 15:42 horas (2008) Personaje: Jessica
6. Intrusos (en Manasés) (2008) Personaje: Ana
7. Hospital Central (serie de televisión): Quedamos a cenar (2008) Personaje: Paula
8. LEX (serie de televisión): El enemigo en casa (2008)
9. Aída (serie de televisión): Lo mejor de mí (2009) Personaje: Pacita
10. Hace tiempo pasó un forastero (2009) Personaje: Teresa
11. Águila Roja  (2009-2011) Personaje: Matilde
12. Siete Minutos (2009) Personaje: Oriana
13. La Señora: Lo correcto (2009)
14. La Señora: Más fuerte que el odio (2009)
15. La Señora: En secreto (2009)
16. El mal ajeno (2010) Personaje: Claudia
17. Juan con miedo (2010)Personaje: María
18. Ángel o demonio: La muerte dulce (2011) Personaje: Alexia
19. Disney Channel Original SeriesMinnie and You (2012-2014) Personaje: Laura
20. Rabia (2015) Personaje: Eva